# Liste des prix de Rome en architecture
Cette page recense les lauréats du prix de Rome en architecture.
Le prix de Rome en architecture est créé en 1720.

## XVIIIesiècle
- 1720 - une entrée d'un palais dorique, Antoine Derizet premier grand prix
- 1721 - un plan d'église de vingt toises en carré, Philippe Buache premier grand prix, Claude Guillot-Aubry deuxième grand prix
- 1722 - un arc de triomphe, Jean-Michel Chevotet premier grand prix, Charles-Jean-Michel Lejolivet deuxième grand prix, Jean Pinard un prix d'encouragement
- 1723 - un hôtel pour un grand seigneur, Jean Pinard premier grand prix, envoyé à Rome, Pierre Mouret deuxième grand prix
- 1724 - un maître-autel pour une cathédrale, Jean-Pierre Le Tailleur de Boncourt premier grand prix et Pierre-Étienne Le Bon deuxième grand prix
- 1725 - une église conventuelle, Pierre-Étienne Le Bon premier grand prix, envoyé à Rome en 1741 seulement, Clairet deuxième grand prix
- 1726 - un portail d'église, François Carlier premier grand prix, Charles-Gilbert Aufranc deuxième grand prix, Clairet troisième grand prix
- 1727 - un hôtel pour un grand seigneur, François Gallot premier grand prix, Joseph Eustache de Bourge deuxième grand prix et Pierre Mouret troisième grand prix
- 1728 - un château pour un grand seigneur, Antoine-Victor Desmarais premier grand prix, Joseph Eustache de Bourge deuxième grand prix et Jean-Charles Quéau troisième grand prix
- 1729 - une cathédrale, Joseph Eustache de Bourge premier grand prix, Louis Devilliars deuxième grand prix et Jean-Charles Quéau troisième grand prix
- 1730 - un arc de triomphe, Claude-Louis d'Aviler premier grand prix, Pierre Laurent deuxième grand prix et de Louis Devilliars, troisième grand prix[1],[2],[3]
- 1731 - un bâtiment de vingt-cinq toises de face, Jean-Baptiste Marteau premier grand prix, Pierre-Noël Rousset[4] deuxième grand prix et Pierre Coustilié ou Coustillier troisième grand prix
- 1732 - un portail d'église, Jean-Laurent Legeay premier grand prix, François-Médard de Mercy deuxième grand prix et Pierre-Noël Rousset troisième grand prix
- 1733 - une place publique, Jacques Haneuse premier grand prix, Charles-François Bailleul deuxième grand prix et Jean-Baptiste Courtonne troisième grand prix
- 1734 - un maître-autel d'église, Jean-Philippe Wattebled premier grand prix, Louis-Jean Laurent deuxième grand prix et Pierre Lafond troisième grand prix[5]
- 1735 - une galerie avec chapelle, Louis-Jean Laurent premier grand prix, Jean-Louis Pollevert deuxième grand prix et Laurent Lindet troisième grand prix[6],[7]
- 1736 - une maison de campagne, Jean-Louis Pollevert premier grand prix, Maximilien Brébion deuxième grand prix et Gabriel Pierre Martin Dumont[8] troisième grand prix
- 1737 - deux escaliers et vestibule de palais, Gabriel Pierre Martin Dumont premier grand prix, Laurent Lindet deuxième grand prix et Jean-Paul-Joseph Datis ou d'Athis troisième grand prix
- 1738 - une porte de ville, Nicolas Marie Potain premier grand prix, François-Nicolas Lancret deuxième grand prix et Jean-Baptiste Courtonne troisième grand prix
- 1739 - une grande écurie pour un château royal, Nicolas d'Orbay premier grand prix, Maximilien Brébion deuxième grand prix et Lecamus troisième grand prix
- 1740 - un jardin de quatre cents toises, Maximilien Brébion premier grand prix, Pierre-François Cordier deuxième grand prix et Louis de Dreux de La Chastre troisième grand prix
- 1741 - un chœur d'église cathédrale, Nicolas-Henri Jardin premier grand prix, Claude Hermand deuxième grand prix et Robert Bourdet troisième grand prix
- 1742 - un façade d'hôtel de ville, Claude Hermand premier grand prix, Louis-Denis Le Camus deuxième grand prix et Robert Bourdet troisième grand prix
- 1743 - une chapelle, Jean Moreau premier grand prix, Pierre-François Cordier deuxième grand prix et Brébion[8] troisième grand prix
- 1744 - Pas de prix en 1744 à cause de la faiblesse des concours[8]
- 1745 - un phare, Ennemond Alexandre Petitot premier prix, Hazon (noté Hazin)[8] deuxième prix, Deveaux et François-Hippolyte Lelu troisièmes prix
- 1746 - un grand hôtel, Charles-Louis Clérisseau et Anne-François Brébion premiers grands prix ex aequo, François-Hippolyte Lelu et Nicolas de Pigage deuxièmes prix, Gabriel Turgis troisième prix
- 1747 - un arc de triomphe, Jérôme Charles Bellicard premier prix, Giroux deuxième prix et Lieutaut troisième prix
- 1748 - une bourse, Charles Parvi premier prix, François-Hippolyte Lelu deuxième prix et Jean-Pierre Lambert Duvivier troisième prix
- 1749 - un temple à la paix, François Dominique Barreau de Chefdeville premier prix, Julien-David Le Roy deuxième prix et Pierre-Louis Moreau-Desproux troisième prix
- 1750 - une orangerie, Julien-David Le Roy premier grand prix, Pierre-Louis Moreau-Desproux second grand prix et Charles De Wailly troisième prix
- 1751 - une fontaine publique, Marie-Joseph Peyre premier grand prix, Pierre-Louis Moreau-Desproux second grand prix et Pierre-Louis Helin troisième prix
- 1752 - façade de palais, Charles De Wailly premier prix, Pierre-Louis Helin deuxième prix et Moreau troisième prix
- 1753 - une galerie de cinquante toises, Louis-François Trouard premier prix, Jardin deuxième prix
- 1754 - un salon des arts, Pierre-Louis Helin premier prix, Jean-René Billaudel deuxième prix et Jardin troisième prix
- 1755 - une chapelle sépulcrale, Victor Louis et Charles Maréchaux premiers grands prix ex aequo, Étienne Boucard deuxième prix, Jacques Rousseau troisième prix
- 1756 - un pavillon isolé, Henri-Antoine Lemaire premier prix, Jacques ou Jean-Philippe Houdon deuxième prix
- 1757 - une salle de concert, concours annulé « Les élèves qui s'étaient présentés au concours d'architecture ayant abandonné, huit seulement revinrent pour faire l'esquisse, mais on ne les admit pas à concourir »[8]
- 1758 - un pavillon à l'angle d'une terrasse, Mathurin Cherpitel (réservé de 1757) et Jean-François-Thérèse Chalgrin premiers grand prix ex aequo, Jacques Gondouin et Claude Jean-Baptiste Jallier de Savault (noté Jollivet) (réservé de 1757) deuxièmes prix, Jacques ou Jean-Philippe Houdon et Benoît de Gérendo troisièmes prix
- 1759 - une école d'équitation, Antoine Le Roy premier prix, Joseph Elie Michel Lefebvre deuxième prix, Cauchois et Jacques Gondouin troisièmes prix
- 1760 - une église paroissiale, Joseph Elie Michel Lefebvre premier grand prix, Claude Jean-Baptiste Jallier de Savault second grand prix, Ange-Antoine Gabriel troisième prix
- 1761 - une salle de concert, Antoine-Joseph de Bourge, Boucher deuxième prix et Antoine-François Peyre troisième prix
- 1762 - une foire couverte, Antoine-François Peyre premier prix, Pierre d'Orléans deuxième prix et Adrien Mouton troisième prix
- 1763 - un arc de triomphe, Charles François Darnaudin premier prix, Boucher deuxième prix et Louis François Petit-Radel troisième prix
- 1764 - un collège, Adrien Mouton premier prix, Pierre d'Orléans deuxième prix et Jean-Joseph Naudin troisième prix
- 1765 - un dôme de cathédrale, Jean-François Heurtier premier prix, Pierre-Antoine Bouchu deuxième prix et Pierre-Adrien Pâris troisième prix
- 1766 - un portail de cathédrale, Jean-Arnaud Raymond premier prix, Pierre d'Orléans deuxième prix et Pierre-Adrien Pâris troisième prix
- 1767 - une douane, Pierre d'Orléans premier prix, Jean-Philippe Lemoine de Couzon deuxième prix et Jean-Auguste Marquis troisième prix
- 1768 - un théâtre, Jean-Philippe Lemoine de Couzon, premier grand prix, Bernard Poyet second grand prix, Pierre-Adrien Pâris troisième prix
- 1769 - une fête publique pour un prince, Jacob Guerne premier prix, Claude-Thomas de Lussault deuxième prix et Pierre-Adrien Paris troisième prix
- 1770 - un arsenal de terre, Jean-Jacques Huvé premier prix, Jean Augustin Renard deuxième prix et Pierre Panseron troisième prix
- 1771 - Non attribué pour un hôtel-dieu
- 1772 - un palais pour un prince du sang, Claude-Thomas de Lussault et Jean-Auguste Marquis (réservé de 1771) premiers grand prix ex aequo, Jean-Augustin Renard deuxième prix et Nicolas-Claude Girardin troisième prix
- 1773 - un pavillon d'agrément pour un souverain, Jean-Augustin Renard premier prix, Mathurin Crucy et Victor Coutouly (réservé de 1771) deuxièmes prix, Thierry et Herbelot (réservé de 1771) troisièmes prix. « Le voyage à Rome rétabli en faveur des architectes par M. l'abbé Terray, successeur du marquis de Marigny »[8]
- 1774 - des bains d'eaux minérales, Mathurin Crucy premier prix, Alexis-François Bonnet deuxième prix et Charles Joachim Bénard troisième prix
- 1775 - des écoles de médecine, Paul Guillaume Lemoine le Romain premier prix, Louis-Étienne de Seine deuxième prix et Charles ou Henry-Prosper Doucet troisième prix
- 1776 - un château pour un grand seigneur, Louis-Jean Desprez premier prix, Charles Joachim Bénard deuxième prix. Ici cessent les troisièmes prix d'architecture[8]
- 1777 - un château d'eau, Louis-Étienne de Seine premier prix et Guy de Gisors deuxième prix
- 1778 - pour des prisons publiques, premier et deuxième prix réservés[8]
- 1779 - un museum des arts, Jacques-Pierre Gisors[9] (réservé de 1778) et père François-Jacques Delannoy premiers prix, Jean-Nicolas-Louis Durand (réservé de 1778) et Jacques Barbier deuxièmes prix
- 1780 - un collège sur un terrain triangulaire, Louis Alexandre Trouard premier prix et Jean-Nicolas-Louis Durand deuxième prix
- 1781 - une cathédrale, Louis Combes premier prix et Jean-Baptiste-Philibert Moitte deuxième prix
- 1782 - un palais de justice, Pierre Bernard premier prix et Cathala deuxième prix
- 1783 - une ménagerie, Antoine Vaudoyer premier prix et Charles Percier deuxième prix
- 1784 - un lazaret, Auguste Cheval de Saint-Hubert premier prix et Moreau deuxième prix
- 1785 - une chapelle sépulcrale, Jean-Charles-Alexandre Moreau premier grand prix et Pierre Fontaine second grand prix
- 1786 - une réunion de toutes les académies, Charles Percier premier prix et Louis-Robert Goust[8] deuxième prix
- 1787 - un hôtel de ville, premier et deuxième prix réservés
- 1788 - un trésor public, Jacques-Charles Bonnard (réservé de 1787) et Jean Jacques Tardieu premiers grand prix ex aequo, Louis-Robert Goust[8] et Romain (réservé de 1787) deuxièmes prix
- 1789 - une école de médecine, Jean-Baptiste Louis François Le Febvre premier prix et François-Tranquille Gaucher deuxième prix
- 1790 - « pas de prix d'architecture en 1790, les concours ayant été abandonnés par les concurrents, qui renoncent à leur qualité d'élèves jusqu'à ce que l'Académie ait adopté les changements qu'ils réclament dans les anciens règlements »
- 1791 - une galerie d'un palais, Claude-Mathieu Delagardette premier prix et Pierre-Charles-Joseph Normand deuxième prix
- 1792 - un marché public pour une grande ville, Pierre-Charles-Joseph Normand premier prix et Antoine Bergognon deuxième prix
- 1793 - une caserne, pas de premier prix, Constant Protain second grand prix
- 1794 - 1795 - 1796 - « Ni concours ni prix. (...) Les anciennes Académies furent refondues, par décret du 28 octobre 1795, en une nouvelle compagnie désignée sous le nom d'Institut de France »[8]
- 1797 - des greniers publics, Louis-Ambroise Dubut et Cousin, premiers grands prix ex aequo, Éloi Labarre et Maximilien Joseph Hurtault deuxièmes prix
- 1798 - une bourse maritime, Joseph Clémence premier prix, Joseph Pompon deuxième prix
- 1799 - un Élysée ou cimetière de 500 mètres, Louis-Sylvestre Gasse et Auguste Henri Victor Grandjean de Montigny premiers grands prix ex aequo, Jean-Baptiste Guignet deuxième prix
- 1800 - un institut des sciences et des arts ou une école nationale des beaux-arts, Simon Vallot et Jean-François-Julien Mesnager premiers grands prix ex aequo, Jean-Baptiste Dédéban et Hubert Rohault seconds grands prix

## XIXesiècle
- An X - 1801 - un forum, Auguste Famin premier prix et Jean-Baptiste Dédéban deuxième prix
- An XI - 1802 - une foire avec pavillon d'exposition des produits de l'industrie, Hubert Rohault de Fleury premier prix et Antoine Bury deuxième prix
- An XII - 1803 - un port maritime, François-Narcisse Pagot premier prix et André Chatillon deuxième prix
- An XIII - 1804 - un palais de souverain, Jules Lesueur premier prix et André Chatillon second prix
- 1805 - 6 maisons pour 6 familles, Auguste Guenepin premier prix et Jean-Nicolas Huyot second prix
- 1806 - un palais pour la Légion d'honneur, Jean-Baptiste Dédéban premier grand prix, Jean-Louis Provost et Louis-Hippolyte Lebas seconds grands prix[10]
- 1807 - un palais pour l'éducation des princes, Jean-Nicolas Huyot premier prix, Achille Leclère deuxième prix et Giroust médaille d'encouragement
- 1808 - des bains publics pour Paris, Achille Leclère premier prix et François-Antoine Jolly second prix
- 1809 - une cathédrale, André Chatillon premier prix[11] et Jean-Louis Grillon second prix
- 1810 - une bourse pour une ville maritime, Martin-Pierre Gauthier[11], Auguste Vauchelet second prix et Jacques Lacornée médaille d'encouragement
- 1811 - un palais pour l'Université, Jean-Louis Provost premier prix et André-Marie Renié second prix
- 1812 - une maison hospitalière, Tilman-François Suys premier prix, Claude Jean Accary Baron second prix et Jean-Baptiste Charles Poisson médaille d'encouragement
- 1813 - un hôtel de ville, Auguste Caristie premier prix, Achille-Jacques Fédel et Charles Henri Landon seconds prix
- 1814 - une bibliothèque-musée, Charles Henri Landon[11] et Louis-Nicholas-Marie Destouches premiers grands prix ex aequo[10], Louis Visconti second grand prix et Vauchelet troisième prix
- 1815 - une école polytechnique, Pierre Anne Dedreux premier prix et Louis-Julien-Alexandre Vincent second grand prix[10]
- 1816 - un palais pour l'Institut, Lucien Tirté Van Cléemputte premier prix[10],[11] et Jean-Baptiste-Cicéron Le Sueur second prix
- 1817 - un conservatoire de musique, Antoine-Martin Garnaud premier prix[11] et Guillaume Abel Blouet second prix
- 1818 - une promenade publique, premier prix non attribué, Félix-Emmanuel Callet second grand prix, Desplans mention
- 1819 - un cimetière, Félix-Emmanuel Callet et Jean-Baptiste Lesueur[11] premiers grands prix ex aequo, François-Alexandre Villain second prix
- 1820 - une école de médecine, François-Alexandre Villain premier prix[10], Auguste-Théophile Quantinet second grand prix[10] avec Émile Gilbert
- 1821 - un palais de justice, Guillaume Abel Blouet premier prix[10],[11], Henri Labrouste second prix
- 1822 - une salle d'opéra, Émile Jacques Gilbert premier prix, Pierre-François-Louis Fontaine et Jules Bouchet second prix, Léon Vaudoyer fils mention
- 1823 - un hôtel des douanes, Félix Duban premier grand prix[11], Alphonse de Gisors et Jean-Louis Victor Grisart seconds grands prix
- 1824 - une cour de cassation, Henri Labrouste premier prix[11], Félix-Louis Lepreux et Léon Vaudoyer seconds prix
- 1825 - un hôtel de ville pour Paris, Joseph-Louis Duc premier prix[11], Félix Fries second prix et Étienne-Théodore Dommey mention
- 1826 - un palais pour l'académie de France à Rome, Léon Vaudoyer premier prix[11], Marie-Antoine Delannoy second grand prix et Étienne-Théodore Dommey mention
- 1827 - un museum d'histoire naturel, Théodore Labrouste premier prix[10],[11], François-Alexis Cendrier second prix
- 1828 - une bibliothèque publique pour la capitale, Marie-Antoine Delannoy premier prix[10],[11], Symphorien Bourguignon second prix et Pierre-Charles Abric, mention
- 1829 - un lazaret pour une ville méridionale, Simon-Claude Constant-Dufeux premier prix[11], Pierre-Joseph Garrez second prix
- 1830 - une maison de plaisance pour un prince, Pierre-Joseph Garrez premier prix, Alphonse-François-Joseph Girard second prix
- 1831 - un établissement d'eaux thermales, Prosper Morey premier prix[11] et Jean-Arnoud Léveil second prix
- 1832 - un projet de musée, Jean-Arnoud Léveil premier prix[11] et François-Joseph Nolau second prix
- 1833 - une école militaire, Victor Baltard premier prix[11], Hector-Martin Lefuel premier second prix et Pierre Philippe Claude Chargrasse deuxième second prix
- 1834 - un athénée, Paul-Eugène Lequeux premier prix[11], Nicolas-Auguste Thumeloup deuxième prix et Alphonse-Augustin Finiels mention
- 1835 - une école de médecine et de chirurgie, Charles Victor Famin premier prix, Alexis Paccard second prix et Jean-Baptiste Guenepin deuxième second prix
- 1836 - un palais pour l'exposition d'objets d'arts et des produits de l'industrie, François-Louis-Florimond Boulanger premier prix[11], Jean-Jacques Clerget deuxième premier prix, Antoine Isidore Eugène Godebœuf second prix
- 1837 - un panthéon, Jean-Baptiste Guenepin premier prix, Antoine-Julien Hénard second prix et Jules Duru deuxième second prix
- 1838 - une église cathédrale, Joseph Uchard premier prix, Auguste-Joseph Magne second prix
- 1839 - un hôtel de ville, Hector-Martin Lefuel premier grand prix[11] et François-Marie Péron second prix
- 1840 - un palais de la chambre des pairs, Théodore Ballu premier prix[10] et Philippe-Auguste Titeux second prix
- 1841 - un palais d'ambassadeur de France à l'étranger, Alexis Paccard premier prix[10],[11] et Jacques-Martin Tétaz second prix
- 1842 - un palais des archives, Philippe-Auguste Titeux premier prix, Prosper Desbuisson second, Louis-Étienne Lebelin deuxième second prix, Albert Delaage mention honorable
- 1843 - un palais de l'Institut, Jacques-Martin Tétaz premier prix, Pierre-Joseph Dupont second prix et Louis-Jules André deuxième second prix
- 1844 - un édifice pour l'Académie de Paris, Prosper Desbuisson premier grand prix, Charles Laisné second grand prix, Agis-Léon Ledru deuxième second prix et Eugène Démangeat mention honorable
- 1845 - une église cathédrale pour une ville capitale, Félix Thomas premier grand prix[11], Pierre Trémaux premier second prix et Charles Lainé deuxième second prix
- 1846 - un museum d'histoire naturelle avec jardin botanique et ménagerie, Alfred-Nicolas Normand premier prix[10],[11], Thomas-Augustin Monge premier seconde prix et Jacques-Louis-Florimond Ponthieu deuxième second prix
- 1847 - un palais pour la chambre des députés, Louis-Jules André premier prix et Charles-Mathieu-Quirin Claudel deuxième prix
- 1848 - un conservatoire des arts et métiers, Charles Garnier premier grand prix, Achille-Aimé-Alexis Hue second prix et Denis Lebouteux mention honorable
- 1849 - une école des beaux-arts, Denis Lebouteux premier prix[11], Gabriel Davioud second prix et Léon Ginain mention honorable
- 1850 - une grande place publique, Louis-Victor Louvet premier prix[11] et Edouard-Auguste Villain second prix
- 1851 - un hospice sur les Alpes, Gabriel-Auguste Ancelet premier prix[11], Michel-Achille Triquet second prix et Joseph-Alfred Chapelain mention honorable
- 1852 - un gymnase, Léon Ginain premier prix[11], les frères Ludovic-François Douillard premier second prix et Lucien Douillard deuxième second prix
- 1853 - un musée pour une capitale, Arthur-Stanislas Diet premier prix (M. Diet, s'étant marié après le jugement du concours, ne jouit pas de la pension de Rome), Georges-Ernest Coquart second prix et Honoré Daumet mention honorable
- 1854 - un édifice consacré à la sépulture des souverains d'un grand empire, Paul Émile Bonnet premier grand prix, Joseph Auguste Émile Vaudremer second premier grand prix, François-Philippe Boitte second prix
- 1855 - un conservatoire de musique et de déclamation, Honoré Daumet premier prix, Edmond Guillaume premier second prix et Joseph-Eugène Heim fils deuxième second prix
- 1856 - palais d'ambassadeur à Constantinople, Edmond Guillaume premier prix et Constant Moyaux deuxième prix
- 1857 - une faculté de médecine, Joseph Heim premier prix et Ernest Moreau deuxième prix
- 1858 - un hôtel impérial des invalides de la marine, Georges-Ernest Coquart, Eugène Train second grand prix
- 1859 - une cour de cassation, Charles Thierry et Louis Boitte premiers grands prix ex aequo
- 1860 - une résidence impériale à Nice, Achille Joyau premier grand prix, Paul Bénard deuxième grand prix et Julien Guadet troisième grand prix
- 1861 - un établissement d'eaux thermales, Constant Moyaux premier grand prix, François-Wilbrod Chabrol deuxième grand prix
- 1862 - un palais du gouverneur d'Algérie, François-Wilbrod Chabrol
- 1863 - un escalier principal, Emmanuel Brune
- 1864 - un hospice dans les Alpes, Julien Guadet et Arthur Dutert(1837-1868) mort lors de son pensionnat à la villa Médicis, premiers grand prix ex aequo
- 1865 - une hôtellerie pour voyageurs, Louis Noguet et Gustave Adolphe Gerhardt premiers grand prix ex aequo
- 1866 - un hôtel pour banquier, Jean-Louis Pascal
- 1867 - une exposition des beaux-arts, Émile Bénard premier grand prix
- 1868 - un calvaire, Charles Alfred Leclerc; 2e accessit Jules Montfort (1844-1904)
- 1869 - une ambassade de France, Ferdinand Dutert[10]
- 1870 - une école de médecine, Albert-Félix-Théophile Thomas[10]
- 1871 - un palais des représentants, Émile Ulmann
- 1872 - un museum d'histoire naturelle, Stanislas Louis Bernier[10]
- 1873 - un château d'eau, Marcel Lambert
- 1874 - un palais des facultés, Benoît Édouard Loviot
- 1875 - un palais de justice pour Paris, Edmond Paulin premier grand prix, Jean Bréasson second grand prix
- 1876 - un palais des arts, Paul Blondel
- 1877 - un athénée pour une grande capitale, Henri-Paul Nénot premier grand prix, Adrien Chancel second grand prix
- 1878 - une église cathédrale, Victor Laloux premier grand prix, Louis-Marie-Théodore Dauphin premier second grand prix et Victor-Auguste Blavette deuxième second grand prix[12]
- 1879 - un conservatoire, Victor-Auguste Blavette
- 1880 - un hospice pour les enfants malades, sur les bords de la Méditerranée, Charles Girault, un Palais-Cercle des Beaux-Arts, Norbert Maillart, premier second Grand Prix
- 1881 - un palais des Beaux-Arts, Henri Deglane
- 1882 - un palais pour le Conseil d'État, Pierre Esquié, Albert Tournaire premier second grand prix, Octave Courtois-Suffit, second grand prix
- 1883 - une nécropole, Gaston Redon
- 1884 - un établissement thermal, Hector d’Espouy
- 1885 - une académie de médecine, Pierre André
- 1886 - un palais pour la Cour des comptes, Alphonse Defrasse premier grand prix, Albert Louvet, premier second grand prix
- 1887 - un gymnase, Georges Chedanne premier grand prix, Henri Eustache premier second grand prix, Charles Heubès deuxième second grand prix
- 1888 - un palais pour le parlement, Albert Tournaire
- 1889 - un casino au bord de la mer, pas de premier prix, Constant Désiré Despradelle premier second grand prix et Demerlé troisième grand prix
- 1890 - un monument à Jeanne d'Arc, Emmanuel Pontremoli et Louis Sortais premier grand prix ex aequo
- 1891 - une gare centrale, Henri Eustache, François-Benjamin Chaussemiche deuxième second grand prix[13]
- 1892 - un musée d'artillerie, Émile Bertone premier grand prix, Guillaume Tronchet premier second grand prix
- 1893 - un palais pour les sociétés savantes, François-Benjamin Chaussemiche, Paul Dusart deuxième premier grand prix et Alfred-Henri Recoura deuxième second grand prix[13]
- 1894 - la construction d'une école centrale des Arts et Manufactures dans la capitale d'un grand pays, Alfred-Henri Recoura premier grand prix; René Patouillard-Demoriane premier second grand prix et Gabriel Héraud deuxième second grand prix[14]
- 1895 - un palais d'exposition, René Patouillard-Demoriane
- 1896 - une école de marine, Louis-Charles-Henri Pille premier grand prix, Gustave Umbdenstock second grand prix
- 1897 - une église votive, Eugène Duquesne ; second grand prix Jacques Marcel Auburtin
- 1898 - un palais, Léon Chifflot premier grand prix, André Arfvidson second grand prix
- 1899 - un hôtel pour le siège central d'une banque d'État, Tony Garnier, Henri Sirot second grand prix
- 1900 - Un établissement d’eau thermale et casino, Paul Bigot

## XXesiècle
- 1901 - une académie américaine, Jean Hulot
- 1902 - une imprimerie nationale, Henri Prost et Eugène Chifflot second grand prix
- 1903 - une place publique, Léon Jaussely premier prix, Jean Frédéric Wielhorski premier second grand prix[15] et Henri Joulie deuxième second grand prix[16]
- 1904 - une manufacture de tapisserie, Ernest Hébrard, Pierre Leprince-Ringuet second grand prix
- 1905 - un château d'eau, Camille Lefèvre
- 1906 - un collège de France, Patrice Bonnet
- 1907 - un observatoire et une station scientifique, Charles Nicod
- 1908 - Une faculté mixte de Médecine et de Pharmacie, Charles Louis Boussois
- 1909 - un palais colonial, Maurice Boutterin[17], Louis Madeline Premier Second grand prix
- 1910 - un sanatorium sur les côtes méditerranéennes, Fernand Janin premier grand prix
- 1911 - un monument à la gloire de l’indépendance d’un grand pays, René Mirland premier grand prix, Paul Tournon second grand prix
- 1912 - un casino dans une ville thermale, Jacques Debat-Ponsan premier grand prix, Marc Grégoire premier second grand prix, Roger-Henri Expert deuxième second grand prix
- 1913 - Un palais d’une présidence dans la capitale d’une grande république, Roger Séassal premier grand prix, Marc Grégoire premier grand prix en remplacement de Fernand Janin décédé, Gaston Castel premier second grand prix
- 1914 - une école militaire, Albert Ferran premier grand prix
- 1919 - un palais pour la Ligue des nations à Genève, Jacques Carlu et Jean-Jacques Haffner premiers grands prix, Eugène-Alexandre Girardin et Louis Sollier seconds grands prix, André Jacob deuxième second grand prix[18],[19]
- 1920 - Un monument à la Victoire, Michel Roux-Spitz premier grand prix[20], Marc Brillaud de Laujardière premier second grand prix
- 1921 - une manufacture de tapisseries et de tissus d'art, Léon Azéma premier grand prix, Maurice Mantout second grand prix
- 1922 - une grande école militaire de perfectionnement, Robert Giroud
- 1923 - la résidence du représentant de la France au Maroc, Jean-Baptiste Mathon premier grand prix, Georges Feray second grand prix
- 1924 - un institut de botanique générale, Marcel Péchin
- 1925 - une école nationale des arts appliqués Alfred Audoul premier grand prix, Louis Aublet premier second grand prix[21], Marcel Chappey deuxième second grand prix
- 1926 - une résidence d'été pour un chef de l'État, Jean-Baptiste Hourlier[22]
- 1927 - un institut d'archéologie et d'art, André Leconte premier grand prix, Albert Dubreuil premier second grand prix
- 1928 - un hôtel d'ambassade dans un grand pays d'Extrême-Orient, Eugène Beaudouin, Gaston Glorieux premier second grand prix, Roger Hummel, deuxième second grand prix
- 1929 - un palais pour l'Institut de France, Jean Niermans premier grand prix, Germain Grange premier second grand prix[23], André Hilt, deuxième grand prix
- 1930 - une école supérieure des beaux-arts, Achille Carlier premier grand prix, Noël Le Maresquier premier second grand prix, Alexandre Courtois second grand prix.
- 1931 - un centre français de propagande intellectuelle à l'étranger, Georges Dengler premier grand prix, Georges Bovet, premier second grand prix[24]
- 1932 - une résidence d'été dans la montagne, Camille Montagné premier grand prix, André Aubert premier second grand prix, Robert Pommier, deuxième second grand prix
- 1933 - une église de pèlerinage, Alexandre Courtois, premier grand prix, Robert Camelot second grand prix, Charles-Gustave Stoskopf deuxième second grand prix
- 1934 - une exposition permanente d'art contemporain, André Hilt premier grand prix, Georges Letélié premier second grand prix, Pierre-Jean Guth, deuxième second grand prix[25]
- 1935 - un institut de coopération intellectuelle, Paul Domenc[26]
- 1936 - un musée de la marine André Remondet premier grand prix, Georges Noël premier second grand prix, Pierre Lablaude deuxième second grand prix
- 1937 - le Panthéon français Georges Noël premier grand prix - Othello Zavaroni premier second grand prix, Grillo, deuxième second grand prix
- 1938 - un centre d'organisation des sports Henry Bernard premier grand prix, Pierre Dufau 1re second grand prix, Henri Gonthier 2e second grand prix
- 1939 - Un palais de l’empire colonial français, Bernard Zehrfuss premier grand prix, Sachs 1re second grand prix, Sergent 2e second grand prix
- 1940-1941 : pas de concours
- 1942 - Un musée de la civilisation chrétienne, Claude Béraud, premier grand prix, André Devilliers, premier second grand prix, Paul Hindré, deuxième second grand prix
- 1943 - Un centre des manifestations artistiques , André Chatelin premier grand prix, Pierre Vuilleret, premier second grand prix, Jean Dubuisson deuxième second grand prix[27]
- 1944 - Le palais international du travail , Raymond Gleize premier grand prix, Henry Pottier, premier second grand prix[28], Henri Colboc deuxième second grand prix
- 1945 - Un palais pour la Cour de Justice, Jean Dubuisson et Jean de Mailly premiers grand prix ex aequo, Jean Faugeron premier second grand prix, Albert Grégoire deuxième second grand prix
- 1946 - Le grand foyer des équipages de la flotte, Guillaume Gillet, premier grand prix, Jean-Yves Normand premier second grand prix, Henri Tougard, deuxième second grand prix
- 1947 - Le ministère des Arts, Jacques Cordonnier premier grand prix, Pierre Martin, premier second grand prix, Paul La Mache deuxième second grand prix[29]
- 1948 - Le parvis d’une cité méditerranéenne, pas de premier prix, Yves Moignet premier second grand prix, Paul Cordonnier, deuxième second grand prix
- 1949 - Un collège de France, Robert Biset premier grand prix 1948, Paul Vimond premier grand prix 1949, Jean Olivier premier second grand prix, Pierre Sirvin deuxième second grand prix
- 1950 - Une université méditerranéenne, Jacques Perrin-Fayolle, premier grand prix, Georges Poutu premier second grand prix, Xavier Arsène-Henry deuxième second grand prix
- 1951 - Un centre de conférences et de congrès, Louis-Gabriel de Hoÿm de Marien premier grand prix, André Bergerioux premier second grand prix, Jean-Michel Mariage deuxième second grand prix
- 1952 - Une maison commune d'une grande cité, Louis Blanchet premier grand prix, Pierre-André Dufétel premier second grand prix, Yves Levard deuxième second grand prix
- 1953 - Le mont des Martyrs Olivier-Clément Cacoub premier grand prix, Paul Chaudonneret premier second grand prix, Henri Bourdon deuxième second grand prix
- 1954 - Un centre de recherches africaines à Kano, dans le Nigéria britannique, Michel Marot premier grand prix, Louis Marty premier second grand prix, Robert Chauvin deuxième second grand prix
- 1955 - Un sanctuaire votif, Ngô Viết Thụ premier grand prix, Bruno Pouradier-Duteil, premier second grand prix, Régis Maréchal deuxième second grand prix
- 1956 - Une acropole, Serge Ménil premier grand prix, Michel Folliasson premier second grand prix, François Mille deuxième second grand prix
- 1957 - Un palais des sciences naturelles Jean-Marie Brasilier premier grand prix, Jean-Robert Delb premier second grand prix, Georges Robert deuxième second grand prix
- 1958 - Un panthéon pour l'Europe, pas de premier grand prix, Gérard Carton premier second grand prix, Claude Bach deuxième second grand prix, André Menart mention honorable
- 1959 - Un centre de rencontres internationales d'art dramatique et d'art lyrique, Christian Ivaldi premier grand prix 1958, Gérard Carton premier grand prix 1959, Jacques Tournier premier second grand prix, Jean-Pierre Hardy deuxième second grand prix
- 1960 - Le centre d'affaires d'une grande capitale, Jean-Claude Bernard premier grand prix, Pierre Doucet premier second grand prix, Christian Cacaut deuxième second grand prix
- 1961 - Un monastère pas de premier grand prix, Gérard Grandval premier second grand prix, Jacques Labro, deuxième second grand prix
- 1962 - Un centre national d’Architecture, Jean-Loup Roubert premier grand prix 1961, Michel Dufour premier grand prix 1962, Guy Daher premier second grand prix, Jean-Louis Girodet deuxième second grand prix
- 1963 - Un institut de la mer, Jean-Louis Girodet premier grand prix, Jacques Lallement (architecte) premier second grand prix, Charles Moyon deuxième second grand prix
- 1964 - Un cercle international de l’information, Bernard Schoebel premier grand prix, Jean-Pierre Poncabaré premier second grand prix, Gérard Delli deuxième second grand prix
- 1965 - Une fondation pour l'étude de l'architecture contemporaine, Jean-Pierre Poncabaré[30], François Legenne premier second grand prix, Jacques Ringuez deuxième second grand prix
- 1966 - Une île artificielle, centre des arts et des loisirs marins, Jacques Ringuez premier grand prix, Pierre Colboc premier second grand prix, Robert Montier deuxième second grand prix
- 1967 - Une maison pour l'Europe dans l'hypothèse d'une transformation du centre de Paris, Daniel Kahane premier grand prix, Michel Longuet premier second grand prix, Aymeric Zublena deuxième second grand prix[31]